# Dendrobium ruppiosum
Dendrobium ruppiosum är en orkidéart som beskrevs av Stephen Chapman Clemesha. Dendrobium ruppiosum ingår i släktet Dendrobium, och familjen orkidéer.
Artens utbredningsområde är Queensland. Inga underarter finns listade i Catalogue of Life.